# Cima della Bianca
Cima della Bianca är en bergstopp i Schweiz.   Den ligger i regionen Surselva och kantonen Graubünden, i den sydöstra delen av landet, 120 km öster om huvudstaden Bern. Toppen på Cima della Bianca är 2 893 meter över havet, eller 236 meter över den omgivande terrängen. Bredden vid basen är 1,8 km.
Terrängen runt Cima della Bianca är huvudsakligen bergig. Närmaste större samhälle är Disentis, 14,5 km norr om Cima della Bianca. 
Trakten runt Cima della Bianca består i huvudsak av gräsmarker. Runt Cima della Bianca är det mycket glesbefolkat, med 3 invånare per kvadratkilometer.